# Lobosembia mandibulata
Lobosembia mandibulata är en insektsart som beskrevs av Ross 2007. Lobosembia mandibulata ingår i släktet Lobosembia och familjen Oligotomidae.
Artens utbredningsområde är Thailand. Inga underarter finns listade i Catalogue of Life.